# Rougeanne
La Rougeanne ou l'Alzeau est une  rivière du Sud de la France, dans les départements du Tarn mais surtout de l'Aude, donc dans la région Occitanie, et un sous-affluent de l'Aude par le Fresquel. L'Alzeau ou Alzau est le nom de son cours supérieur.

## Étymologie
Le nom de l’Alzeau dérive du pré-celtique *alz- « aulne, marais » (cp. basque altz « aulne »)[réf. nécessaire].
Cette racine souvent associée à l'osier, arbuste de l'eau, se retrouve dans un très grand nombre de noms de rivières françaises : Alze, Alzon, Alzette ; Auze, Auzon, Auzance, Auzanne, Auzoue ; Oze, Ozon, Ozanne, etc.

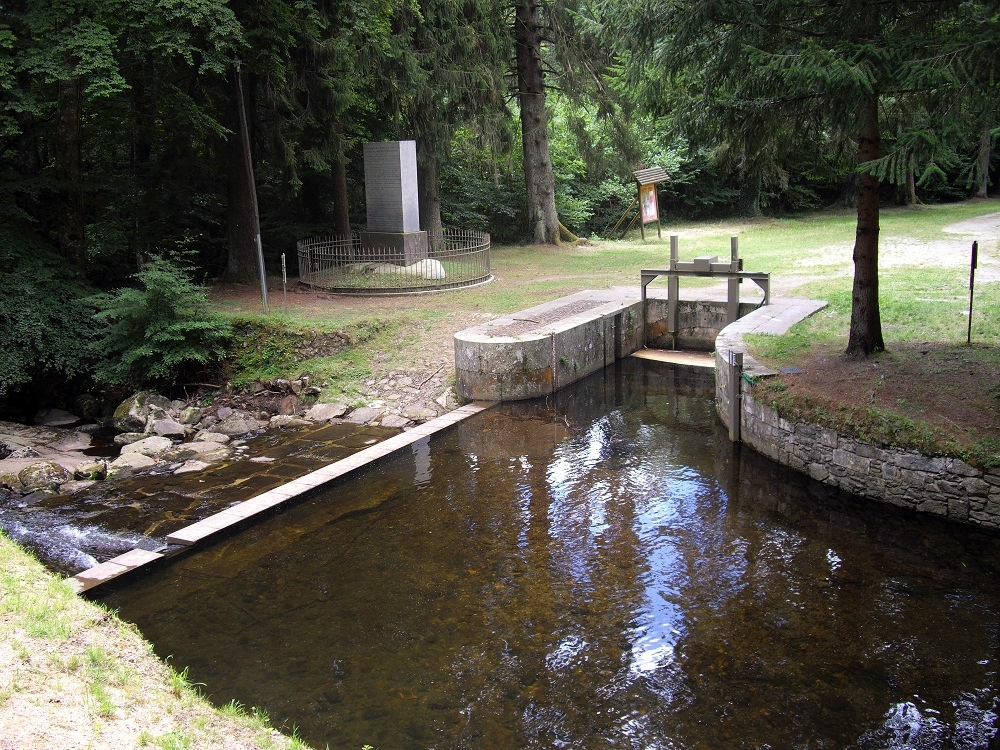
La prise d'eau de l'Alzeau, source du canal du Midi.

## Géographie
C'est une rivière qui prend sa source au sud du Massif central dans la montagne Noire (Parc naturel régional du Haut-Languedoc), sur la commune de Labruguière (près de Mazamet). Descendant les pentes du pic de Montaud tertre de Co de David (1 006 m) et le Therme Noir (1 031 m), elle coule brièvement dans le département du Tarn avant de passer dans l'Aude où s'effectue la quasi-totalité d'un parcours de direction nord-sud. Elle traverse le lac de la Galaube à 723 m d'altitude, puis le barrage de Saint-Denis à 604 m d'altitude. Elle s'appelle l'Alezan en partie haute jusqu'à Montolieu puis la Rougeanne en aval de Montolieu.
Elle se jette en rive gauche dans le Fresquel à l'amont et au sud de Pezens, à 109 m d'altitude, à la limite nord de Villesèquelande.
Le cours de l'Alzeau-Rougeanne est long de 33,5 km.

### Départements, communes et cantons traversés
La Rougeanne traverse deux départements, neuf communes et quatre cantons :
- Tarn :
  - Labruguière (source), Escoussens.
- Aude :
  - Laprade, Lacombe, Saint-Denis, Saissac, Montolieu, Moussoulens et Pezens (embouchure/confluence).

En termes de cantons, la Rougeanne prend sa source dans le canton de Labruguière, traverse le canton de Saissac et finalement conflue dans le canton d'Alzonne, le tout dans les arrondissements de Castres et de Carcassonne.

### Bassin versant
La Dure traverse une seule zone hydrographique 'Le Fresquel du Lampy à la Rougeanne incluse' (Y135) de 830 km2 de superficie. Le bassin versant de la Dure est de 66,5 km2

### Organisme gestionnaire
L'organisme gestionnaire est le syndicat intercommunal d'Aménagement hydraulique du bassin versant du Fresquel.

## Affluents
La Rougeanne a quinze affluents connus dont :
- la Dure : 27 km de rang de Strahler trois.
- le Pesquier : 5,2 km

Donc le rang de Strahler est de quatre.

## Hydrologie
Au niveau de la prise d'Alzeau, une partie des eaux de la rivière est canalisée dans la rigole de la montagne qui alimente en eau le Canal du Midi via la rigole de la plaine. En 2001, un barrage a été édifié environ un kilomètre en amont de la prise d'Alzeau, à proximité du lieu-dit La Galaube. Ce barrage poids permet de réguler le débit de l'Alzeau et de créer une réserve d'eau supplémentaire pour l'eau potable et l'agriculture.